# Alberta Jeannette Cassell
Alberta Jeannette Cassell   (Washington DC, 24 d'octubre de 1926 - 24 d'octubre de 2007) va ser una arquitecta afroamericana que va treballar per a l'Armada dels Estats Units.

## Biografia
El pare de Cassell estava amb la idea determinada que tots els seus fills fossin arquitectes igual que ell. També va voler que tots ingressessin a la seva alma mater, la Universitat Cornell. Alberta va honrar els desitjos del seu pare i es va inscriure a l'esmentada universitat. El 1948 es va convertir en la segona dona afroamericana en graduar-se en aquesta universitat en arquitectura (la seva germana, Martha Cassell Thompson va ser la primera).
Durant dos anys Cassell va treballar en la signatura d'arquitectes del seu pare però el 1961 va començar a treballar en el Comandament Militar de Vida Marina.
Temps després es va convertir en arquitecta naval i va treballar en el Comandament de Sistemes Navals nord-americà entre 1971 i 1982.
Es va retirar a causa d'una inhabilitat el 1982 i, en el seu retir, va començar a escriure textos infantils i a prendre cursos de fotografia com a passatemps.
El seu llibre per a nens, The Little White Butterflies (Les petites papallones blanques) va ser publicat en el 2012.